# Base aérienne 708 Meknès

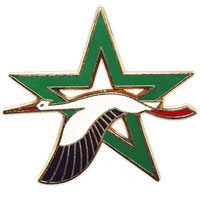
Insigne de l'Ecole de Chasse « Christian Martell », repris par extension par la base école BE 708 (Meknès, janvier 1947).

La Base Ecole 708 « Commandant Mézergues » est une ancienne base de l'Armée de l'air française, installée à Meknès (Maroc), dissoute en 1961. Elle hébergeait l'école de chasse « Christian Martell » depuis 1947.
Après le transfert des activités de l'école de chasse sur la Base aérienne 705 Tours « Commandant Tulasne » les installations de la base aérienne de Meknès ont été remises aux Forces Armées Royales marocaines et sont devenues l'aéroport de Meknès-Bassatine également nommé « 2e Base aérienne des Forces Aériennes Royales ».

## Histoire de la BA 708
Le premier voyage aérien au Maroc a eu lieu en septembre 1911, sur le trajet Casa - Rabat - Meknès - Fès (pilote : Henri Brégi ; passager commanditaire : René Lebaut du Petit Journal ; avion:  Breguet III, exposé à la chapelle des Arts et Métiers à Paris),, pour démontrer au sultan Abdelhafid ben Hassan l'intérêt de l'aviation pour faciliter les liaisons entre les villes au Maroc. L'expérience n'a pas été concluante car l'avion n'était pas prévu pour la chaleur régnant au Maroc et, à cause d'ennuis techniques, il est arrivé quelques jours après le courrier à cheval parti en même de temps de Casablanca pour Fès. 
Meknès était situé à un emplacement stratégique dans le cadre de la pacification de l'est et du nord marocains entre 1914 et 1926. Les tâches affectées au groupe aérien de Meknès comprenaient de l'observation, du transport de blessés, les liaisons avec les postes avancés, le bombardement et la prise de vues photographiques pour établir les cartes des régions difficiles d'accès que sont les montagnes au Maroc.

### Camp d'aviation de Meknès

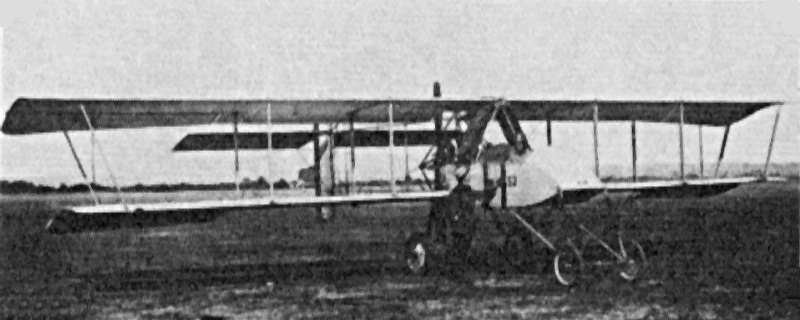
Voisin III

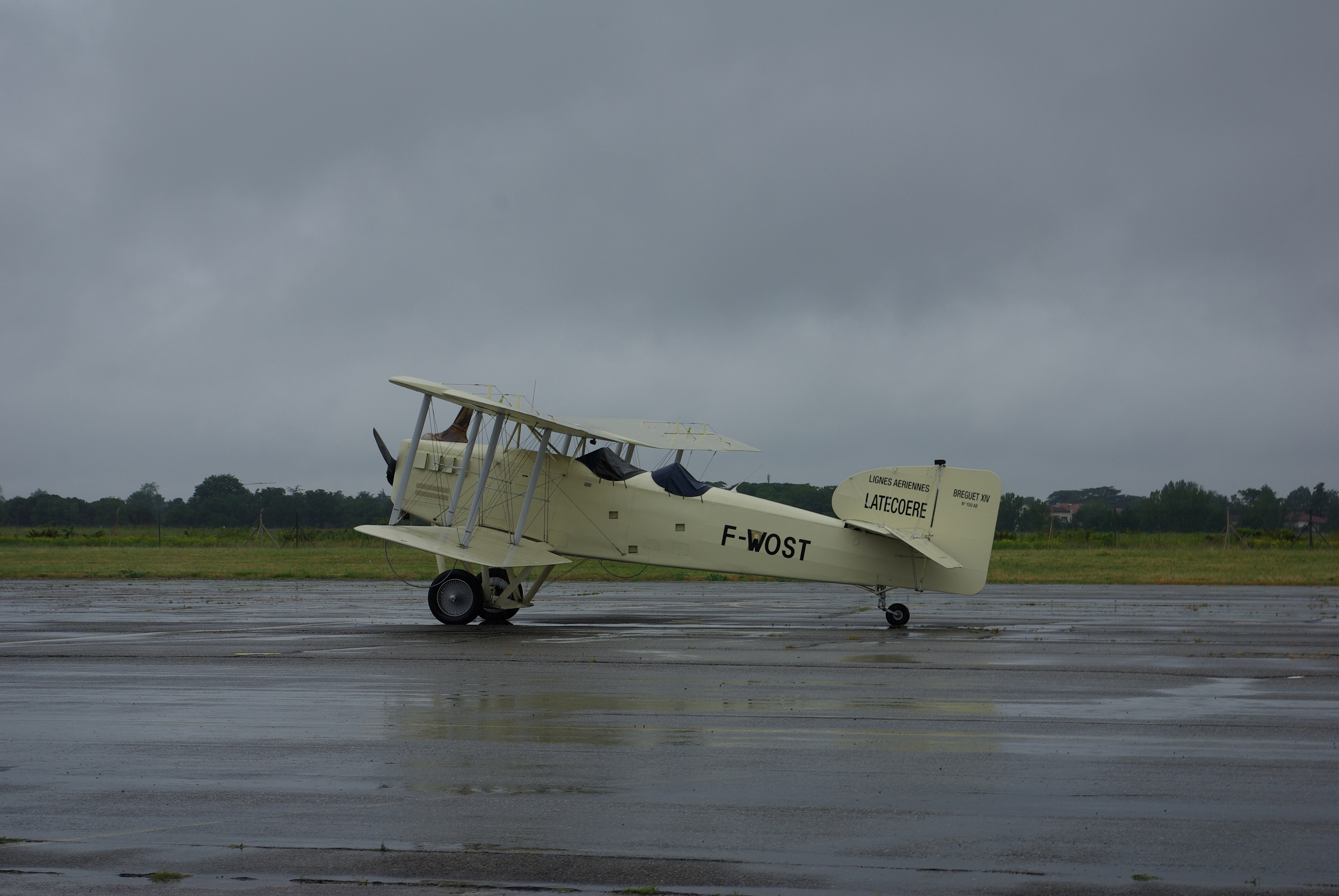
Bréguet XIV (Francazal 2008)

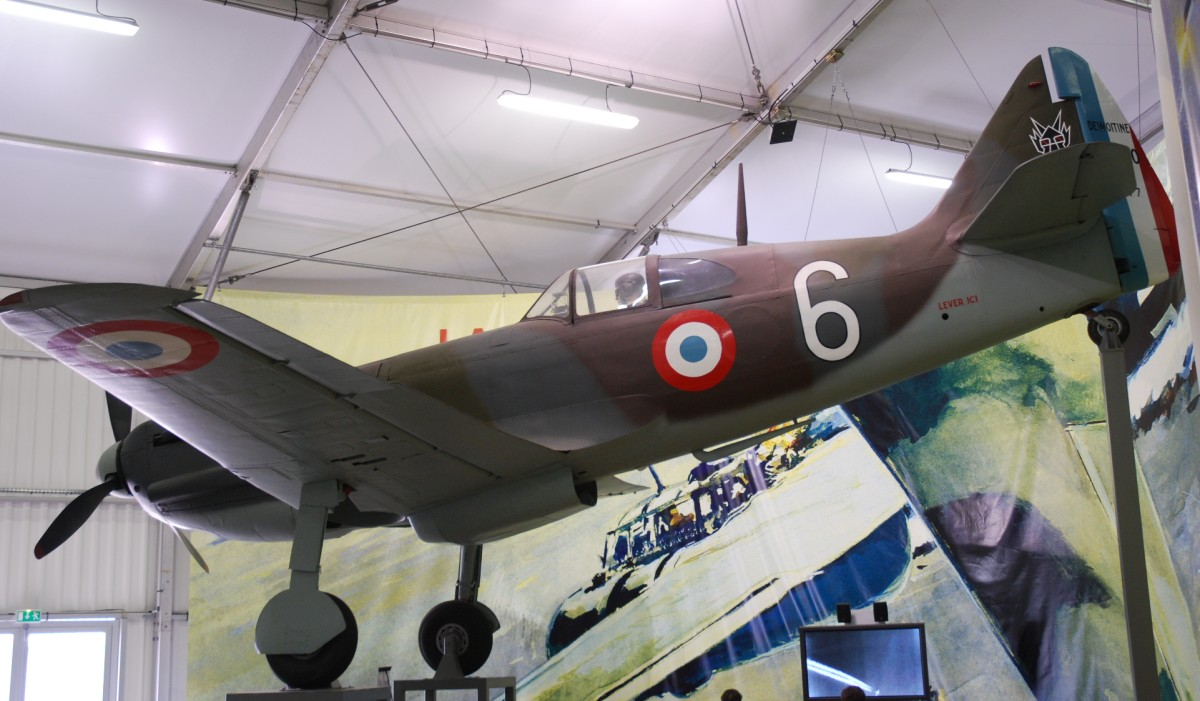
Dewoitine D.520 (Musée du Bourget)

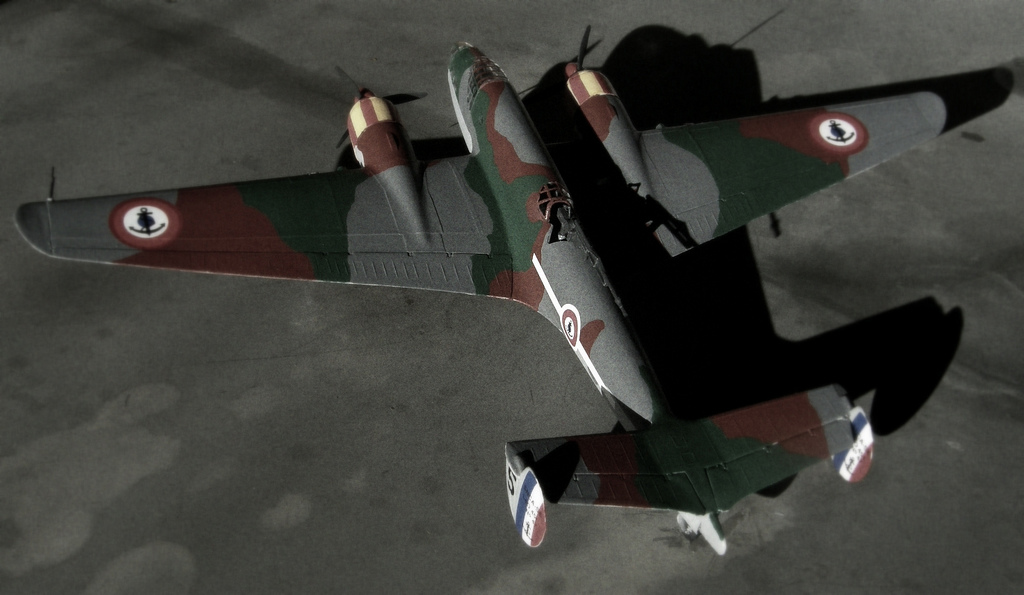
Leo 451 aeronavale

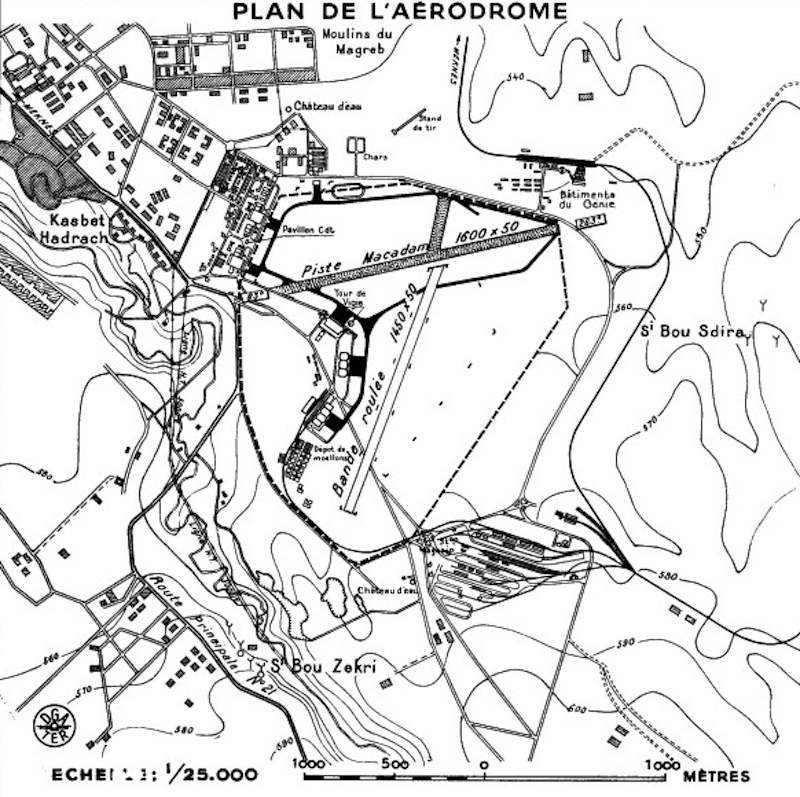
Plan de la base aérienne de Meknès en 1946

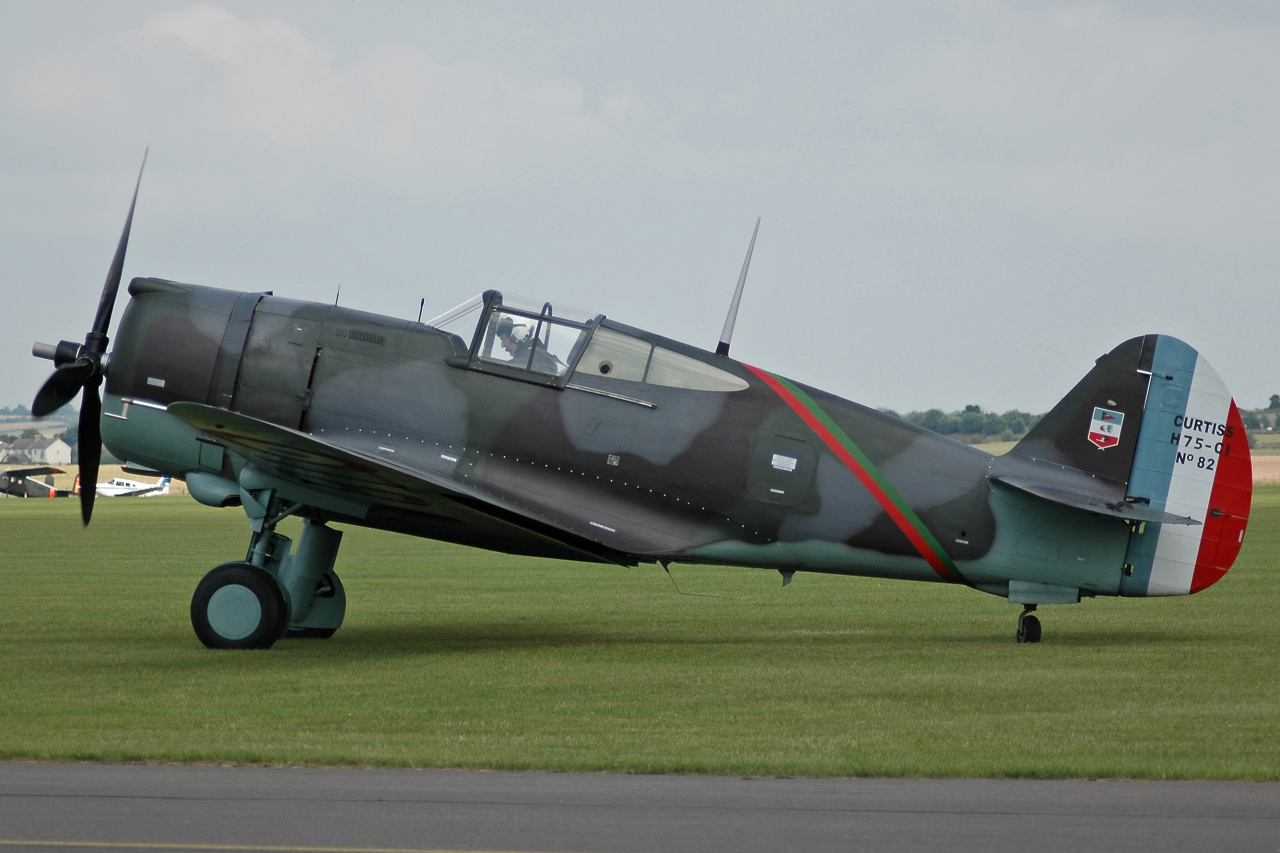
Hawk 75 aux couleurs françaises

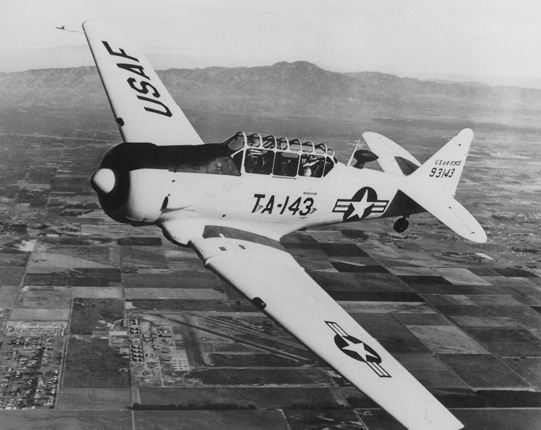
North American T-6

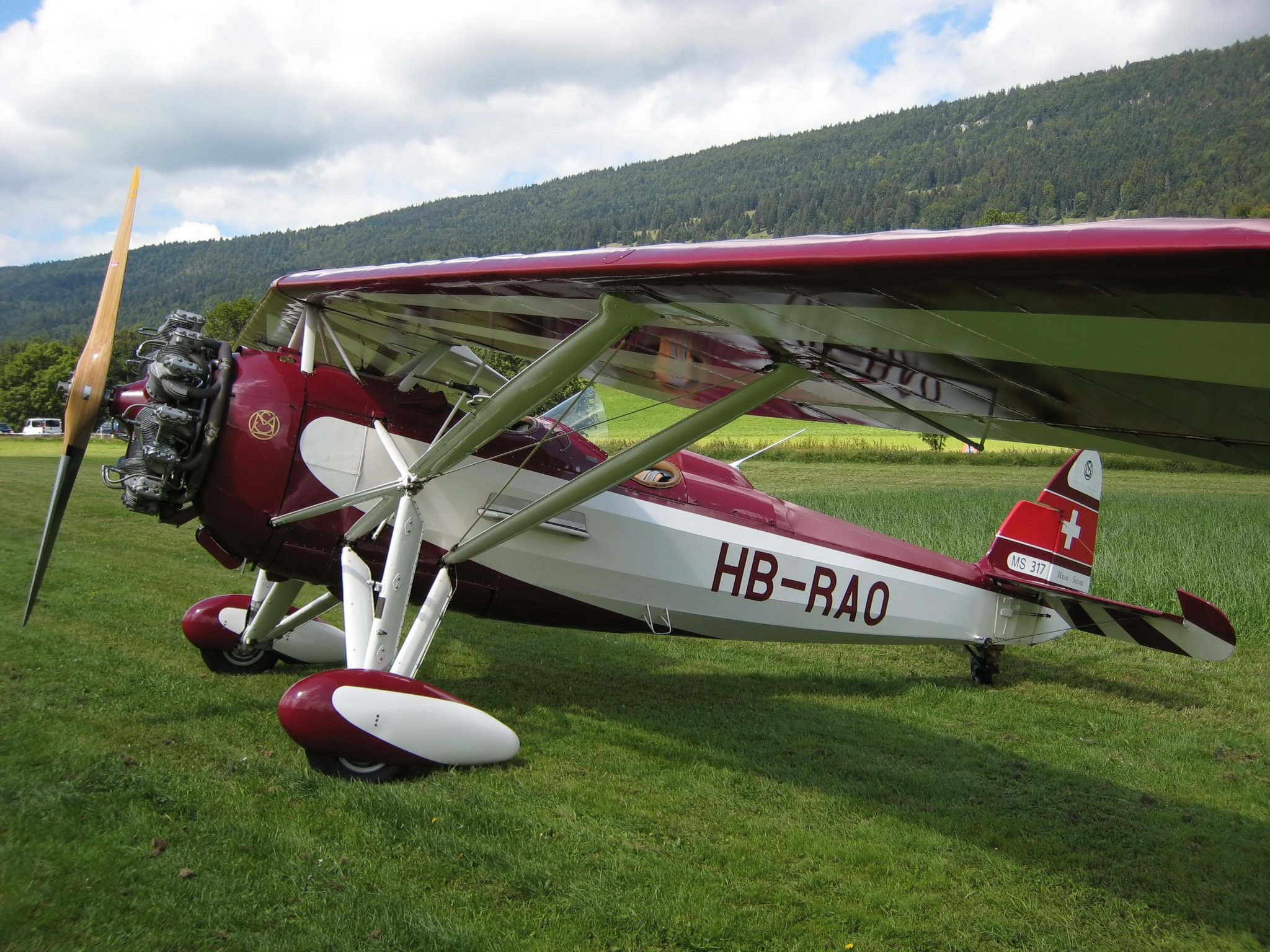
Morane-Saulnier MS.317

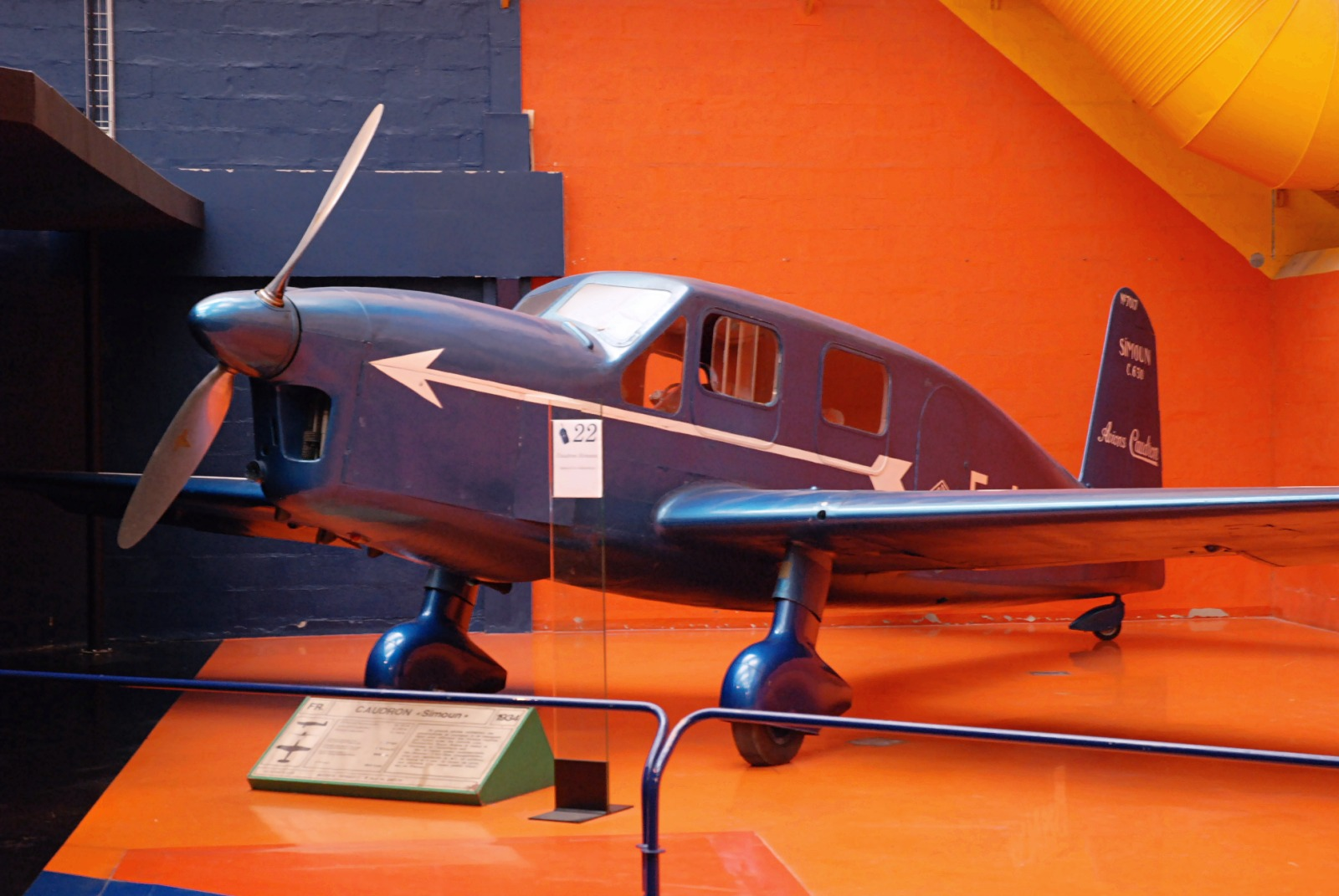
Caudron Simoun 635 (Musée du Bourget)

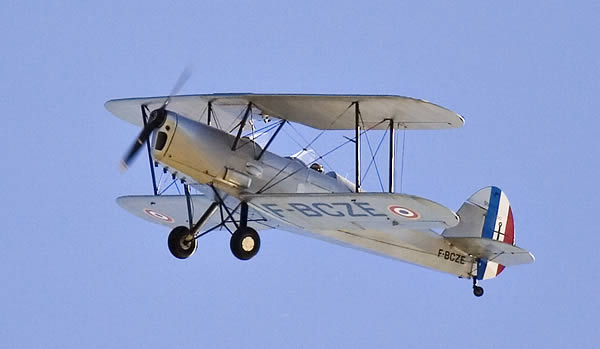
Stampe SV-4

L'installation d'un champ d'aviation à proximité de la ville de Meknès a été décidée très tôt à Hamria, sur l'emplacement actuellement occupé par l'Aéroport de Meknès-Bassatine, probablement en 1912 dès l'arrivée des premiers aéroplanes militaires au Maroc. L'activité du champ d'aviation était d'ailleurs suffisante pour perturber les pensionnaires de l'autrucherie qui existait depuis plus de 200 ans à côté de Dar-El-Beïda, au point d'être rapportée en séance à l'Académie d'Agriculture de France.
En septembre 1917, une escadrille s'installe définitivement à Meknès (escadrille F553) .  Alors que la première liaison terrestre établissant la continuité entre le Maroc atlantique et le Tafilalet avait eu lieu entre Meknès et Bou Denib en juin 1917, La première liaison aérienne au-dessus de l'Atlas a lieu en mai 1918 entre Meknès et Bou Denib, effectuée par une escadrille de trois Voisins commandée par le Chef de Bataillon Cheutin, commandant l'aéronautique du Maroc.
En novembre 1918, un groupe de bombardement est constitué à Meknès mais les avions rendus disponibles en Europe avec l'armistice ne seront en service au Maroc qu'en août 1919 avec l'arrivée des escadrilles de bombardement BR2, BR8, BR55 et BR105 équipées de Breguet 14 A2 .
Le 1er août 1920, toutes les moyens aéronautiques militaires au Maroc sont regroupés dans une seule unité : le 37e régiment d'aviation (sera dissous le 1er septembre 1933), dont un des chefs, Albert Mézergues, décédé en 1925, donnera son nom à la base de Meknès en 1947. À cette époque, l'escadrille basée à Meknès est équipée de Breguet 14 A2.
Après l'armistice de 1940, la situation de l'aéronautique militaire française est assez compliquée, un certain nombre de groupes de chasse se replient depuis la France vers l'Afrique du Nord, puis vers Meknès, comme les groupes de chasse GC I/4 et II/4. De même, l'activité de l'École de l'air de Salon-de-Provence est transférée à Marrakech, où est créée l’École d’Application du Personnel Navigant (EAPN) en 1943, qui reprend le nom d'École de l'air en 1944 avant son retour à Salon-de-Provence.
Pendant la période de Vichy, la base aérienne de Meknès est occupée par deux escadrilles de bombardement entre 1940 et 1942.
| Afrique du Nord : Air Maroc (1940-1942) | Afrique du Nord : Air Maroc (1940-1942) | Afrique du Nord : Air Maroc (1940-1942) | Afrique du Nord : Air Maroc (1940-1942) | Afrique du Nord : Air Maroc (1940-1942) |
|                                         | Groupement de chasse n° 25              | Groupement de chasse n° 25              | Groupement de reconnaissance            | Groupement de reconnaissance            |
| --------------------------------------- | --------------------------------------- | --------------------------------------- | --------------------------------------- | --------------------------------------- |
| Groupe                                  | GC I/5                                  | GC II/5                                 | GR I/22                                 | GR I/52                                 |
| Escadrille                              | SPA 67 - SPA 75                         | SPA 124 - SPA 167                       | V 109 - V 125                           | BR 220 - BR 111                         |
| Base                                    | Rabat                                   | Casablanca                              | Rabat                                   | Marrakech                               |
| Appareil                                | Curtiss H-75                            | Curtiss H-75                            | LeO 451                                 | Potez 63-11                             |
| Groupement de bombardement n° 11        |                                         |                                         |                                         |                                         |
| Groupe                                  | GB I/23                                 | GB II/23                                | GB I/32                                 | GB II/32                                |
| Escadrille                              | BR 127 - BR 128                         | BR 66 - BR 129                          | BR 35 - BR 7                            | BR 201 - BR 219                         |
| Base                                    | Meknès                                  | Marrakech                               | Casablanca                              | Agadir                                  |
| Appareil                                | LeO 451                                 | LeO 451                                 | Douglas DB-7                            | Douglas DB-7                            |

Après le débarquement des alliés à Casablanca le 8 novembre 1942, les cartes aéronautiques françaises sont rebattues, et la base aérienne de Meknès connaît un certain déclin, alors qu'un terrain d'aviation est implanté par les Américains à quelques kilomètres au sud de la ville pour assurer des fonctions logistiques.
En décembre 1943, la base de Meknès est laissée vacante par le départ des groupes de chasse GC 1/02 et GC 1/1 pour l'Angleterre et Le GC 1/2 lègue même ses Dewoitine D.520 aux futurs utilisateurs de la base.

### Centre d'Instruction à la Chasse

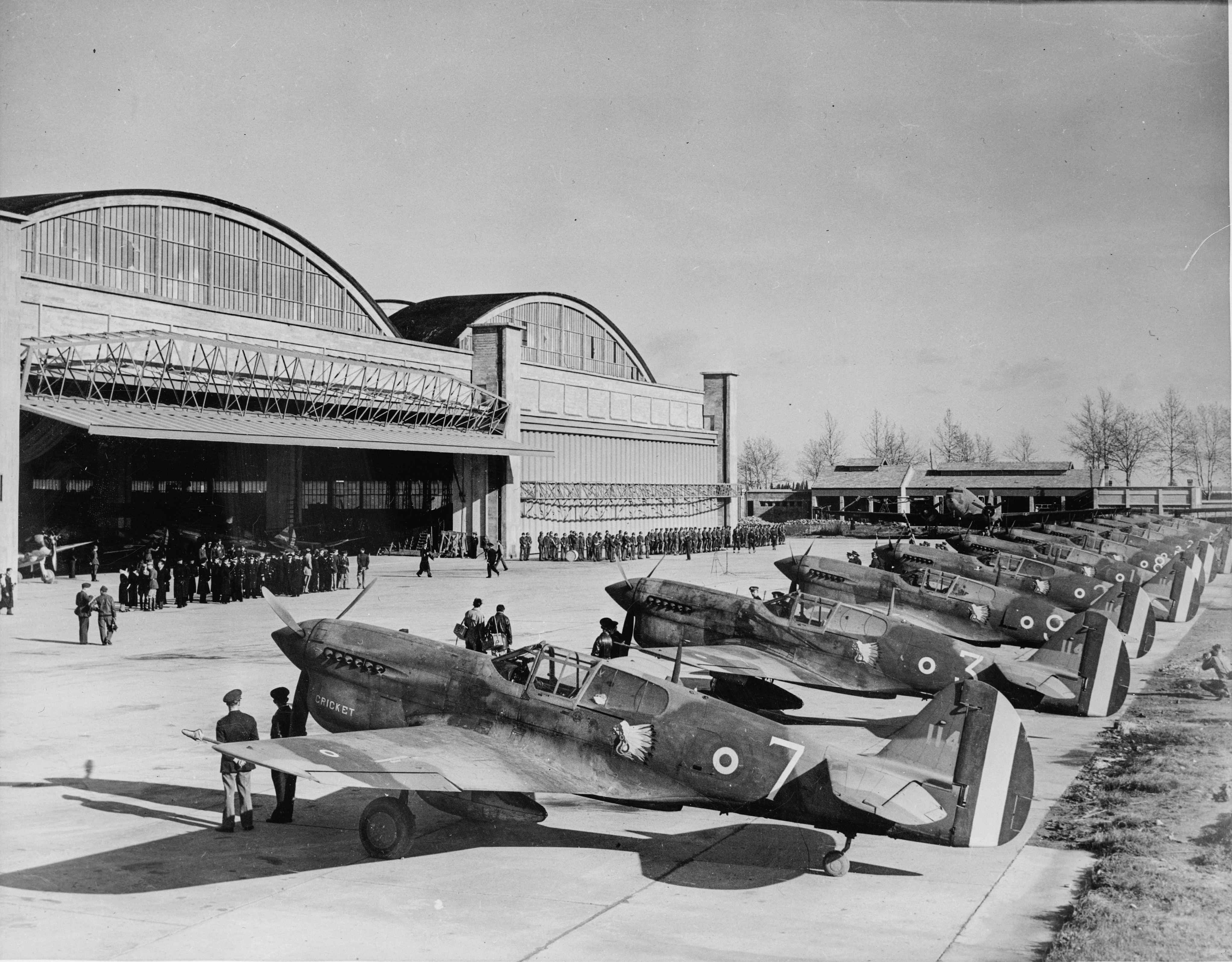
Transfert officiel de 12 Curtiss P-40F Warhawk de l'USAAF au Groupe de Chasse II-5 le 9 janvier 1943 à Casablanca.

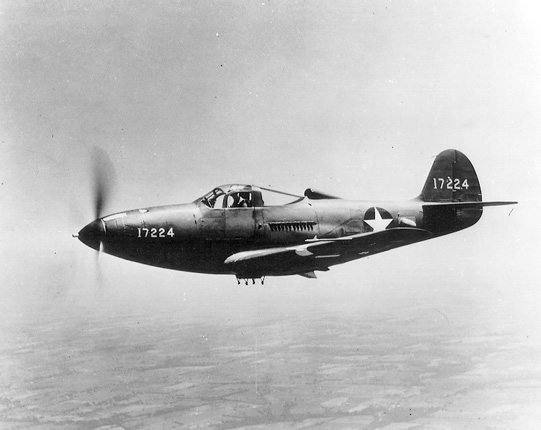
Un P-39 de l'USAF en vol.

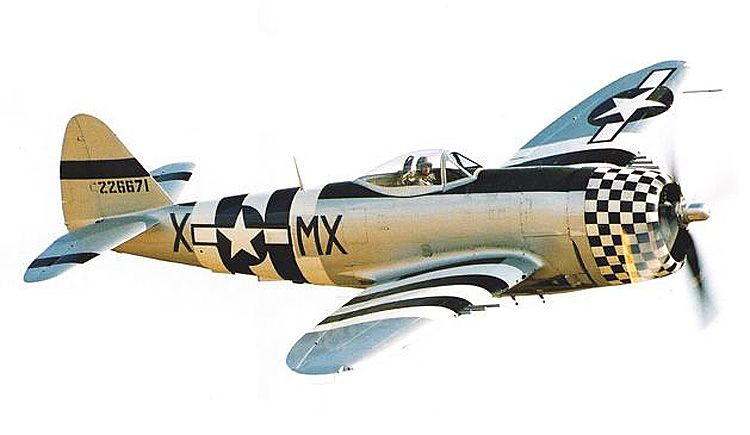
Image d'un Republic P-47 Thunderbolt.

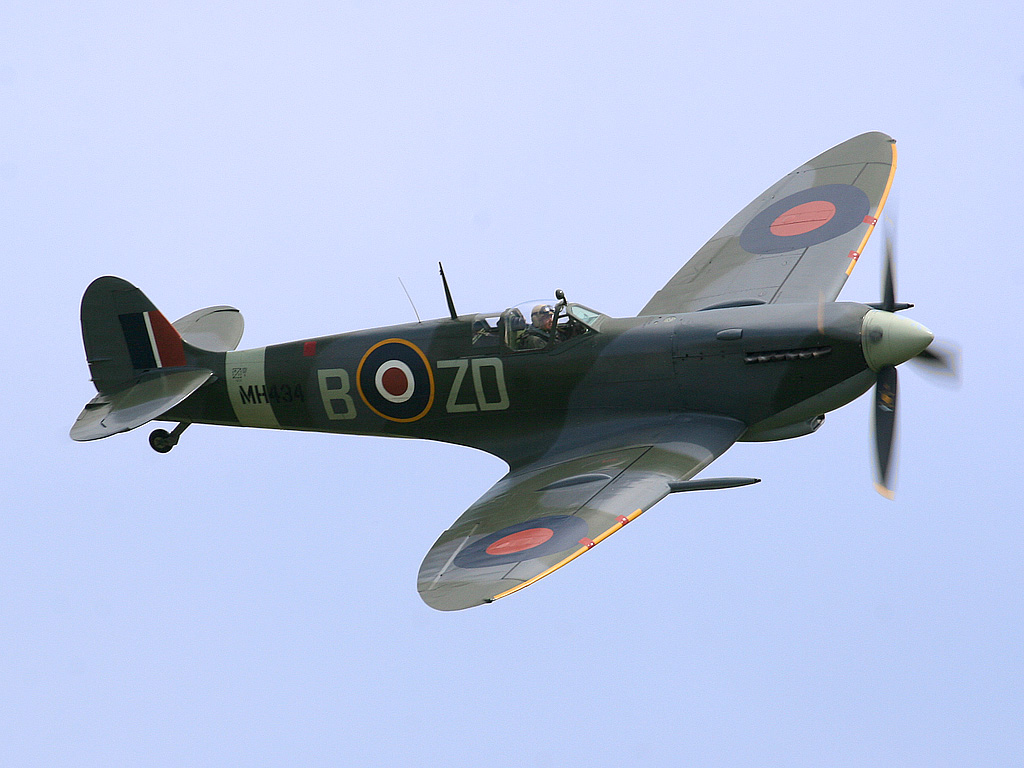
Spitfire LF Mk IX.

En décembre 1943, est décidé le transfert à Meknès de la "division chasse" installée en avril 1943 à l'EAPN de Marrakech qui cohabitait avec les groupes de bombardement américains présents au Maroc depuis leur débarquement à Casablanca en 1942. La "division chasse" prend alors le nom de centre d'instruction de la chasse (CIC) de Meknès, organisé en trois escadrilles et disposant de 108 appareils de divers types, en provenance des quelques unités opérationnelles stationnées en Afrique du nord: Curtiss H-75, Dewoitine D.520 et A-24, ainsi que NA-57 (variante française du T-6), MS 230 et MS 315, Stinson, Caudron Simoun, quelques Stampe SV-4, etc.
Une 4e escadrille est formée en février 1944 qui permet l'enseignement du pilotage sans visibilité.
À partir de mai 1944, le CIC reçoit des appareils plus ou moins réformés en provenance des alliés, des Hawker Hurricane, des Curtiss P-40, des Bell P-39 puis quelques Spitfire et Republic P-47, inaptes au combat mais utilisables en école, ce qui permet de créer à Meknès un "training" (Training Unit = unité d'entrainement) regroupant rapidement les autres trainings du Maroc, qui deviendra le Centre de Perfectionnement à la Chasse (CPC) en 1945.
En 1945, l'EAPN quitte Marrakech pour rejoindre Meknès: 245 avions sont basés à Meknès.
Après la guerre, une école de pilotage et de formation de moniteurs, en provenance de Meknès, s'installe sur la base aérienne de Tours et une patrouille acrobatique s'y constitue, qui vole sur Stampe SV-4, sous la direction du capitaine Roger Perrier. Le 1er septembre 1947, la patrouille de Tours est transférée à Étampes où elle prend le nom d'escadrille de présentation de l'armée de l'air n°58 (EPAA 58) qui deviendra par la suite la Patrouille de France. En parallèle avec ce redémarrage de la patrouille de France, trois pilotes instructeurs de Meknès ont l'autorisation de créer une patrouille acrobatique au printemps 1947: la "patrouille tricolore de Meknès" dotée de 3 Spitfire MK IX peints en bleu, blanc et rouge (pilotes : Henri Liautard, Jean Nedelec (leader), Seguin).

### École de Chasse Christian Martell
En janvier 1947, le CIC fusionne avec le centre de perfectionnement à la chasse (CPC) et devient l'École de Chasse Christian Martell, la base aérienne de Meknès prend le nom de BA 708 « Mézergues », un insigne est créé pour l'école, qui deviendra par extension celui de la BA 708 puis celui de la BA 705 à Tours.
Les premiers avions à réaction arrivent à Meknès à partir de 1951 : Lockheed T-33 puis Vampire.
Le premier brevet chasse "réacteur" est décerné le 31 octobre 1953 et l'école est organisée en cinq escadrons baptisés "Jean Maridor" (1er) "Henry Jeandet" (2e), "Henry Arnaud" (3e), "Edmond Marin la Meslée" (4e) et "Marcel Lefèvre" (5e). 
| Promotions de pilotes de chasse (Armée de l'Air française) | Promotions de pilotes de chasse (Armée de l'Air française) | Promotions de pilotes de chasse (Armée de l'Air française) | Promotions de pilotes de chasse (Armée de l'Air française) | Promotions de pilotes de chasse (Armée de l'Air française) |
| Lieu de formation                                          | 1951                                                       | 1952                                                       | 1953                                                       | 1954                                                       |
| ---------------------------------------------------------- | ---------------------------------------------------------- | ---------------------------------------------------------- | ---------------------------------------------------------- | ---------------------------------------------------------- |
| Meknès                                                     | 103                                                        | 107                                                        | 145                                                        | 129                                                        |
| US                                                         | 45                                                         | 178                                                        | 429                                                        | 469                                                        |
| Canada                                                     |                                                            | 14                                                         | 64                                                         | 114                                                        |
| Total                                                      | 148                                                        | 299                                                        | 638                                                        | 712                                                        |

Dans le cadre des accords établis au moment de l'indépendance du Maroc (mars 1956), la base aérienne de Meknès reste sous contrôle français jusqu'en 1961. L'école reçoit des MD 450 Ouragan à partir du début de 1957, puis des Fouga Magister et atteint-là son second apogée.
Le 6 mars 1961, l'école de chasse quitte Meknès avec ses T-33, ses Ouragans et ses Fouga Magister pour s'implanter, regroupée avec l'école de la base 707 de Marrakech, sur la base aérienne BA 109 de Tours qui devient la Base École BE 705 le 31 mai 1961. La base aérienne de Meknès passe alors sous commandement marocain pour devenir la « 2e Base aérienne des Forces Aériennes Royales ». L'école de chasse deviendra plus tard le groupe GE 314.

## Flotte de la BA 708
| Appareil       | juin-46 | avr-48 | mai-49 | oct-50 | août-52 | juin-54 | janv-55 | oct-56 | janv-57 | juin-58 | janv-59 | 1960 |
| -------------- | ------- | ------ | ------ | ------ | ------- | ------- | ------- | ------ | ------- | ------- | ------- | ---- |
| A.24           | 26      | 30     | 27     | 20     | 11      | Oui     | 0       |        |         |         |         |      |
| BT.13          | 6       | 10     | 8      | 10     |         |         |         |        |         |         |         |      |
| Hurricane      | 12      | 0      | 0      |        |         |         |         |        |         |         |         |      |
| P-40           | 20      | 0      |        |        |         |         |         |        |         |         |         |      |
| P-39           | 16      | 15     | 15     | 25     |         |         |         |        |         |         |         |      |
| P-47-D         | 11      | 12     | 13     |        |         |         |         |        |         |         |         |      |
| Spitfire Mk V  | 24      | 50     | 1      |        |         |         |         |        |         |         |         |      |
| Spitfire Mk IX | 26      | 19     | 25     | 14     | 22      |         |         |        |         |         |         |      |
| Miles M.25     | 6       | 6      | 0      |        |         |         |         |        |         |         |         |      |
| Simoun         | 0       | 2      | 0      |        |         |         |         |        |         |         |         |      |
| Nord 1101      |         | 1      | 1      | 1      |         |         |         |        |         |         |         |      |
| Goeland        | 0       | 2      | 1      |        |         |         |         |        |         |         |         |      |
| T-33           |         |        |        |        | 21      | oui     | 43      | 25     | 40      | 40      | 40      | 35   |
| T-6 divers     |         |        |        |        | 19      | oui     |         |        |         |         |         |      |
| MS 475         |         |        |        |        | 29      | oui     |         |        |         |         |         |      |
| MS 472         |         |        | 7      | 9      | 21      |         |         |        |         |         |         |      |
| JU 52          |         |        |        |        | 1       | 1       | 2       |        |         |         | 1       | 1    |
| Vampire        |         |        |        |        |         | oui     | 106     | 100    | 110     | 70      | 70      |      |
| MS 500         |         |        |        |        |         | oui     | 1       | 1      | 1       | 1       | 1       | 1    |
| Ouragan        |         |        |        |        |         |         |         |        | 30      |         |         | 63   |
| Fouga Magister |         |        |        |        |         |         |         |        |         | 40      | 30      | 28   |
| TOTAL          | 147     | 147    | 98     | 79     | 124     | -       | 152     | 126    | 181     | 151     | 142     | 128  |

## Activités aériennes civiles à Meknès
La ligne aérienne France-Maroc est inaugurée le 1er septembre 1919 par Didier Daurat aux commandes d'un Breguet XIV, pour la Société des lignes Latécoère après que le Sultan Moulay Youssef ait accordé l'autorisation d’ouvrir le service d'aéropostale entre la France et le Maroc. Cette ligne Toulouse - Casablanca s'étendra par la suite vers Dakar puis vers l'amérique du Sud, la société devenant la Compagnie générale aéropostale (L'aéropostale) en 1927.
À partir de 1929, une activité aéronautique privée démarre au Maroc sous l'impulsion de l'Aéro-Club du Maroc, créé en 1919 à Casablanca. La création du Club de Tourisme Aérien de Meknès a lieu vers 1929. Le chef pilote Rieutord du CTA de Meknès participe au rallye Algérie-Maroc de 1933.
L'aéro-club de Meknès renait après 1945 grâce à la présence d'anciens instructeurs de la base aérienne, dont Jean Nedelec. Son dernier président, Alami Tazi, est devenu par la suite ministre du commerce et de l'industrie de 1998 à 2008.

## Bandes dessinées
L'intrigue de plusieurs albums de la série Les Aventures de Tanguy et Laverdure se déroulent à la base de Meknès.

## Liens externes

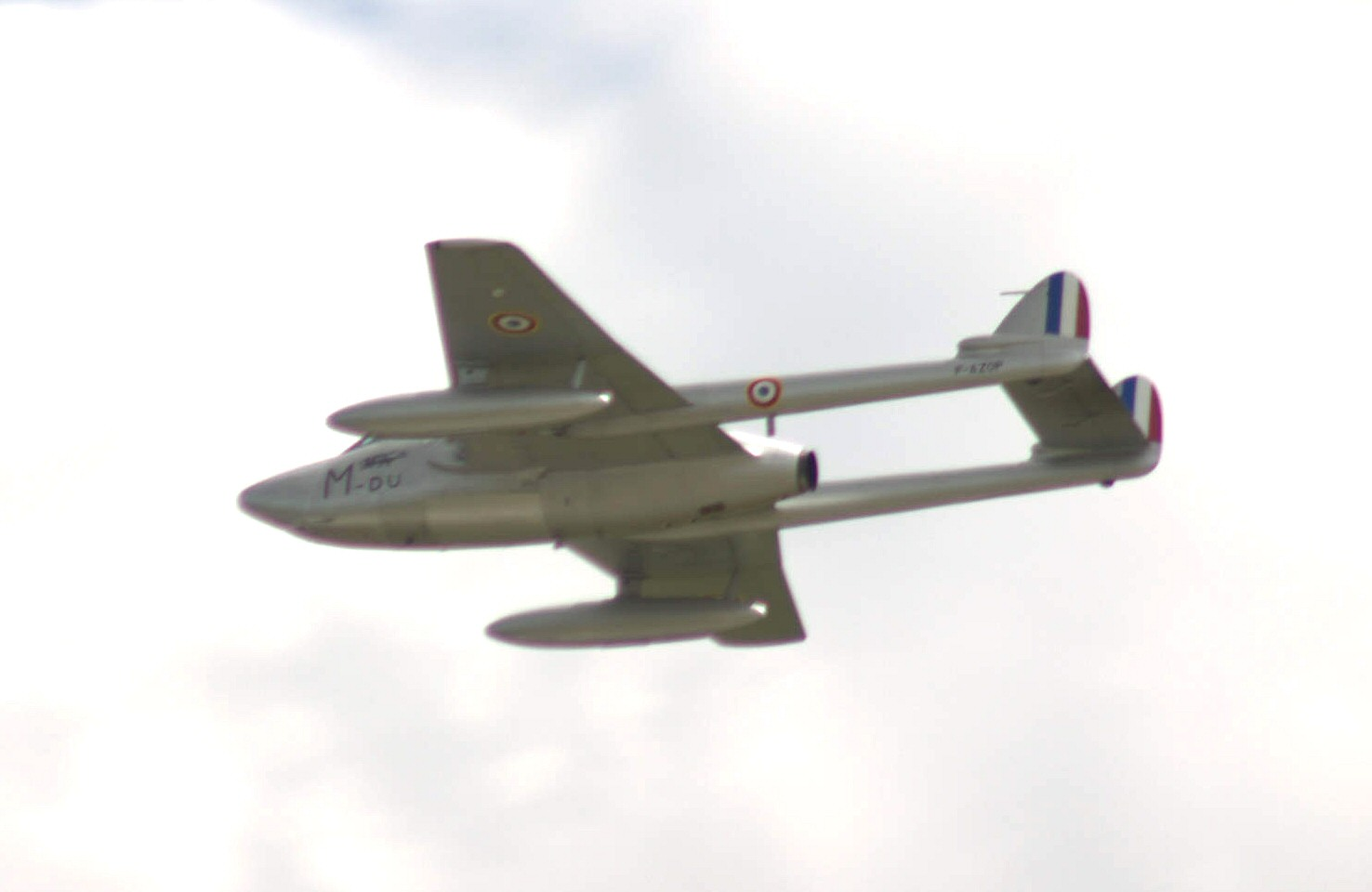
Un Vampire de l'Armée de l'air (France) en vol
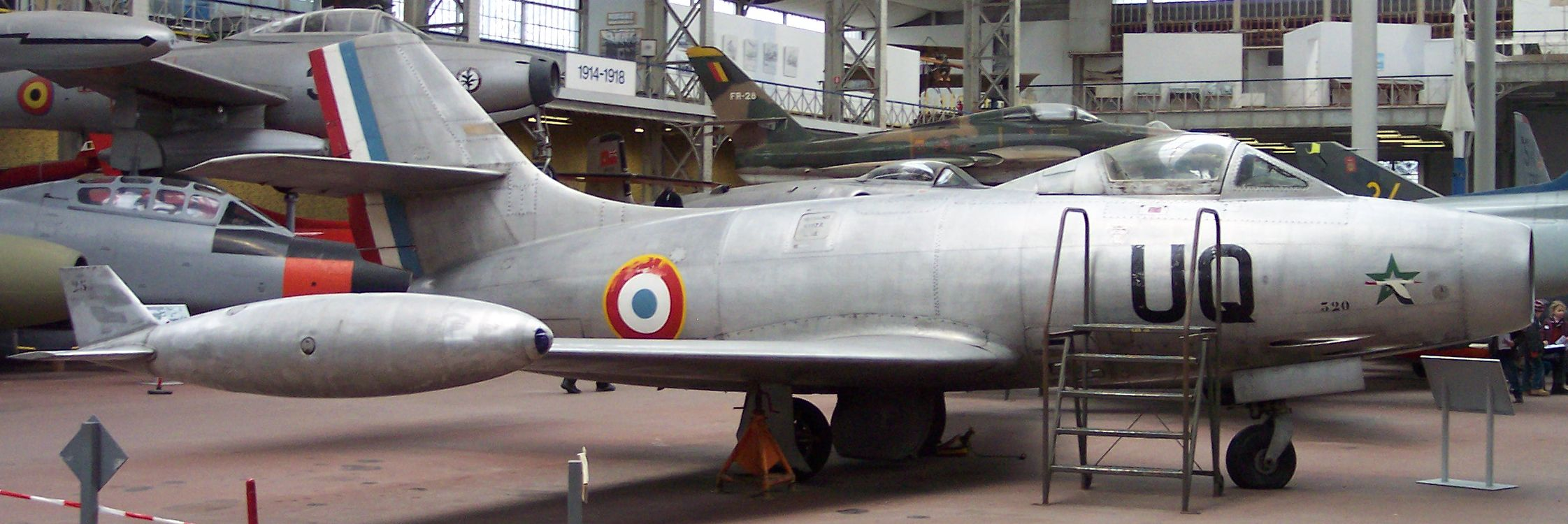
Un Dassault MD.450 Ouragan avec l'insigne de l'école de chasse « Christian Martell »
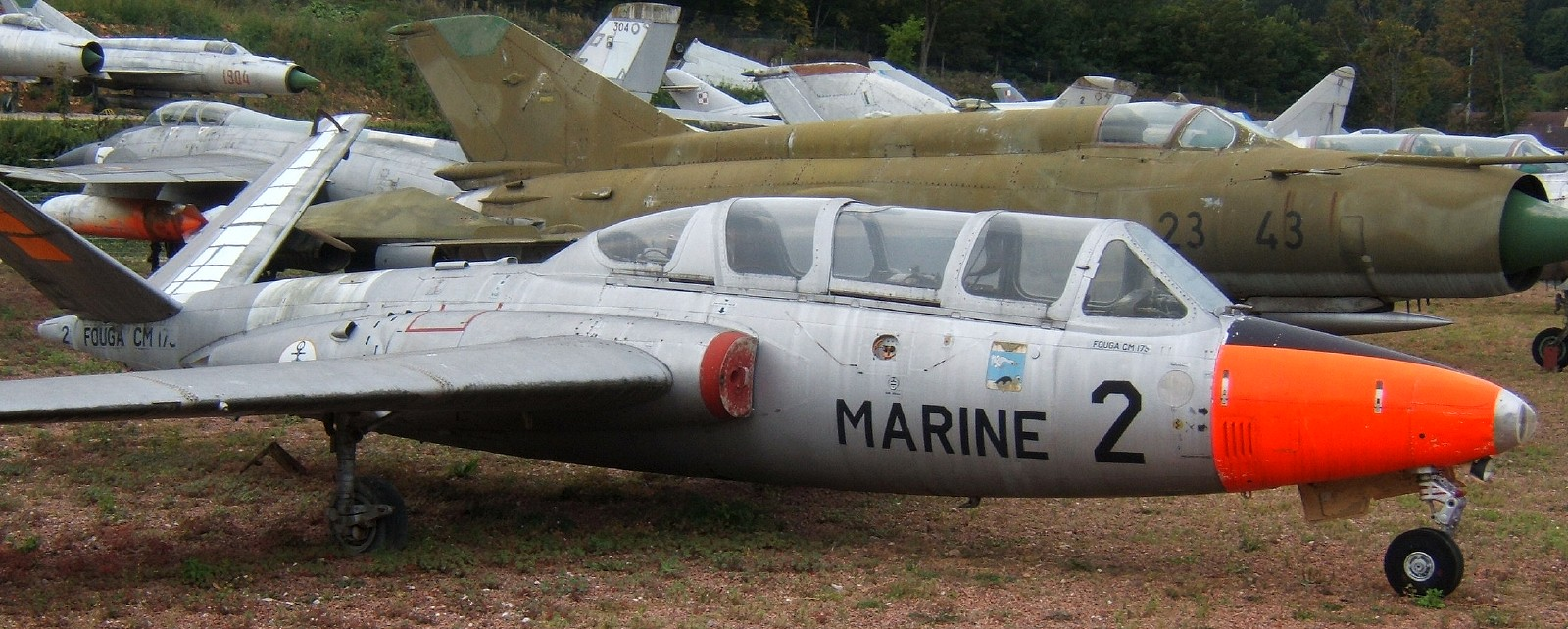
Un CM.175 Fouga Magister Zéphyr